# 上阿爾普羅伊斯河
46°37′59″N 8°36′23″E / 46.63316°N 8.60640°E

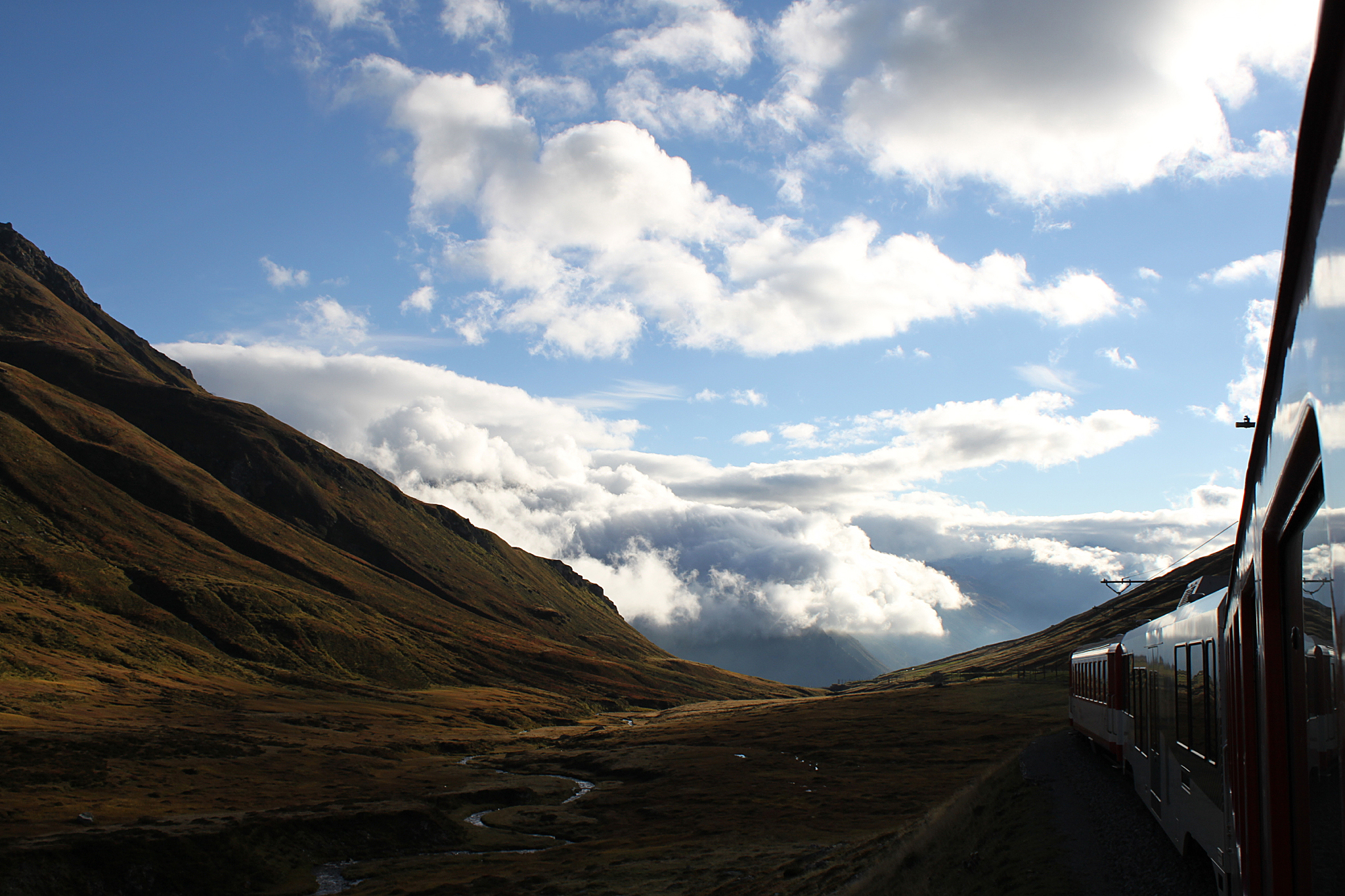

上阿爾普羅伊斯河是瑞士的河流，位於該國中部，流經烏里州，屬於下阿爾普羅斯河的支流，河道全長5公里，流域面積14平方公里。